# Stenslanda
Stenslanda är en by väster om Ingelstad i Växjö kommun. Mellan 2015 och 2020 avgränsade SCB här en småort.